# Poděšín
Poděšín är en ort i Tjeckien.   Den ligger i regionen Vysočina, i den centrala delen av landet, 120 km sydost om huvudstaden Prag. Poděšín ligger 562 meter över havet och antalet invånare är 243.
Terrängen runt Poděšín är platt.Runt Poděšín är det ganska glesbefolkat, med 35 invånare per kvadratkilometer. Närmaste större samhälle är Jihlava, 19,5 km sydväst om Poděšín. I omgivningarna runt Poděšín växer i huvudsak blandskog.